# Žitavany
Žitavany ist eine Gemeinde in der Mittelslowakei nördlich der Stadt Zlaté Moravce.
Sie entstand 1958 aus den Orten Kňažice (deutsch Kneschitz) und Opatovce nad Žitavou (Klein-Opatowetz) und gehörte von 1975 bis 2002 als Stadtteil zu Zlaté Moravce.

## Bevölkerung
| Jahr                | 1994 | 2004 | 2014    | 2024    |
| ------------------- | ---- | ---- | ------- | ------- |
| Anzahl der Personen | 0    | 1818 | 1930    | 1804    |
| Unterschied         |      | –    | +6,16 % | −6,52 % |

| Jahr                | 2023 | 2024    |
| ------------------- | ---- | ------- |
| Anzahl der Personen | 1825 | 1804    |
| Unterschied         |      | −1,15 % |

## Persönlichkeiten
- Géza Polónyi (1848–1920), ungarischer Politiker, Jurist und Justizminister